# Неккарбішофсгайм
Неккарбішофсгайм (нім. Neckarbischofsheim) — місто в Німеччині, знаходиться в землі Баден-Вюртемберг. Підпорядковується адміністративному округу Карлсруе. Входить до складу району Рейн-Неккар.
Площа — 26,41 км2. Населення становить 4072 ос. (станом на 31 грудня 2020).